# Il gigante cieco
Il gigante cieco è un saggio di Carlo Cassola, datato  inverno 1975-76 e pubblicato da Rizzoli nel 1976 che, insieme al secondo saggio compreso nel libro dal titolo Il vecchio e il nuovo, saggio sulla rivoluzione,  datato febbraio-marzo 1976, affronta i rapporti base tra intelligenza e potere.
Sulla copertina del saggio, come per  Ultima frontiera , è riportata un'altra importante opera di Goya,  Il colosso , che rappresenta gli orrori e la crudeltà  della guerra commentati da Cassola con la seguente didascalia: L'umanità al bivio; o il disastro o l'utopia, cioè la rivoluzione.
Cassola, dopo aver constatato la tendenza dell'umanità a camminare ciecamente verso la catastrofe anatomica ed ecologica, propone di «prendere per un braccio, questo gigante cieco, e indurlo a cambiare direzione»

## Edizioni
- Carlo Cassola, Il gigante cieco, Rizzoli, 1976.